# Felix Benda
Felix Benda (25. února 1708, Skalsko – 1768, Praha) byl český barokní skladatel a varhaník. Pocházel ze skalské větve rodiny Bendů.

## Život
Byl žákem Bohuslava Matěje Černohorského. V roce 1726 se stal (po Šimonu Brixi) varhaníkem a ředitelem kůru v kostele sv. Michaela na Starém Městě pražském. Kromě varhanních mší složil dvě oratoria a další církevní hudbu.
Mezi Bendovy žáky patřili Josef Mysliveček a Josef Seger.